# Boucle de l'Artois
La Boucle de l'Artois es una carrera ciclista por etapas francesa disputada en el Paso de Calais. 
Se creó en 1990 y fue una prueba amateur hasta 2004, con la excepción de 1997 que figuró en el calendario profesional de la Unión Ciclista Internacional en categoría 1.5 (última categoría del profesionalismo). Por ello la mayoría de sus ganadores han sido franceses. Formó parte del UCI Europe Tour a partir del 2005, en categoría 1.2. (última categoría del profesionalismo). En 2008, la Boucle de l'Artois fue convertida en carrera por etapas, dentro de la categoría 2.2. (igualmente última categoría del profesionalismo). En 2010, se reintegró al calendario nacional (carrera amateur) formando parte de la Copa de Francia de clubs hasta que de nuevo en 2013 volvió a ser profesional formando parte del UCI Europe Tour, dentro de la categoría 2.2 (última categoría del profesionalismo).

## Palmarés
En amarillo: edición amateur.
| Año       | Ganador                 | Segundo                 | Tercero                |
| --------- | ----------------------- | ----------------------- | ---------------------- |
| 1990      | William Perard          | Laurent Eudeline        | Éric Lavaud            |
| 1991      | Jean-François Laffillée | Franck Morelle          | Philippe Lauraire      |
| 1992      | Laurent Davion          | Jean-François Laffillée | Claude Lamour          |
| 1993      | Didier Faivre Pierret   | Michel Lallouet         | Hervé Boussard         |
| 1994      | Danny In 't Ven         | Franck Morelle          | Fabrice Naessens       |
| 1995      | Jean-François Laffillée | Laurent Lefèvre         | Jean-Michel Thilloy    |
| 1996      | Jean-Michel Thilloy     | Marc Streel             | Alexei Nakazny         |
| 1997      | Christophe Detilloux    | Carlo Meneghetti        | Franck Morelle         |
| 1998      | Jean-Michel Thilloy     | Ludovic Vanhee          | Jean-Claude Thilloy    |
| 1999      | Jean-Michel Thilloy     | Jean-Claude Thilloy     | Gaël Moreau            |
| 2000      | Lénaïc Olivier          | Renaud Dion             | Stéphane Auroux        |
| 2001      | Christophe Laurent      | Guillaume Laloux        | Carlo Meneghetti       |
| 2002      | Noan Lelarge            | Mattias Carlsson        | Takehiro Mizutani      |
| 2003      | Koen Das                | Renzo Mazzoleni         | Frédéric Mille         |
| 2004      | Jussi Veikkanen         | Kenny de Block          | Yann Pivois            |
| 2005      | Jérôme Bouchet          | David Tanner            | Alexandre Sabalin      |
| 2006      | Alexander Khatuntsev    | Sergey Kolesnikov       | Médéric Clain          |
| 2007      | Andrey Klyuev           | René Jorgensen          | Michael Reihs          |
| 2008      | Timofey Kritskiy        | Thomas Bodo             | Martin Mortensen       |
| 2009      | Sergey Firsanov         | Dimitri Champion        | Frank Vandenbroucke    |
| 2010      | Evaldas Šiškevicius     | Julien Belgy            | Kévin Lalouette        |
| 2011      | Pierre-Luc Périchon     | Samuel Plouhinec        | Romain Guillemois      |
| 2012      | Sylvain Blanquefort     | Maxime Daniel           | Benoît Sinner          |
| 2013      | Fredrik Ludvigsson      | Berden de Vries         | André Steensen         |
| 2014      | Thibault Nuns           | Nico Denz               | Bruno Armirail         |
| 2015      | Håvard Blikra           | Andris Smirnovs         | Charálampos Kastrantás |
| 2016      | Yoann Paillot           | Nans Peters             | Dylan Kowalski         |
| 2017      | Benjamin Dyball         | Samuel Plouhinec        | Piotr Havik            |
| 2018      | Romain Bacon            | Fabien Schmidt          | Adrià Moreno           |
| 2019      | Louis Louvet            | Sten Van Gucht          | Maxime Chevalier       |
| 2020-2021 | No se disputó           |                         |                        |
| 2022      | Benjamin Marais         | Antoine Devanne         | Bastien Tronchon       |
| 2023      | Pierre Thierry          | Kaden Hopkins           | Antonin Souchon        |
| 2024      | Bjoern Koerdt           | Léandre Huck            | Louis Coqueret         |
| 2025      | Lewis Bower             | Matthew Fox             | Sebastian Putz         |

## Palmarés por países
| País          | Victorias |
| ------------- | --------- |
| Francia       | 20        |
| Rusia         | 4         |
| Bélgica       | 3         |
| Finlandia     | 1         |
| Lituania      | 1         |
| Suecia        | 1         |
| Noruega       | 1         |
| Australia     | 1         |
| Reino Unido   | 1         |
| Nueva Zelanda | 1         |